# 低温生物学

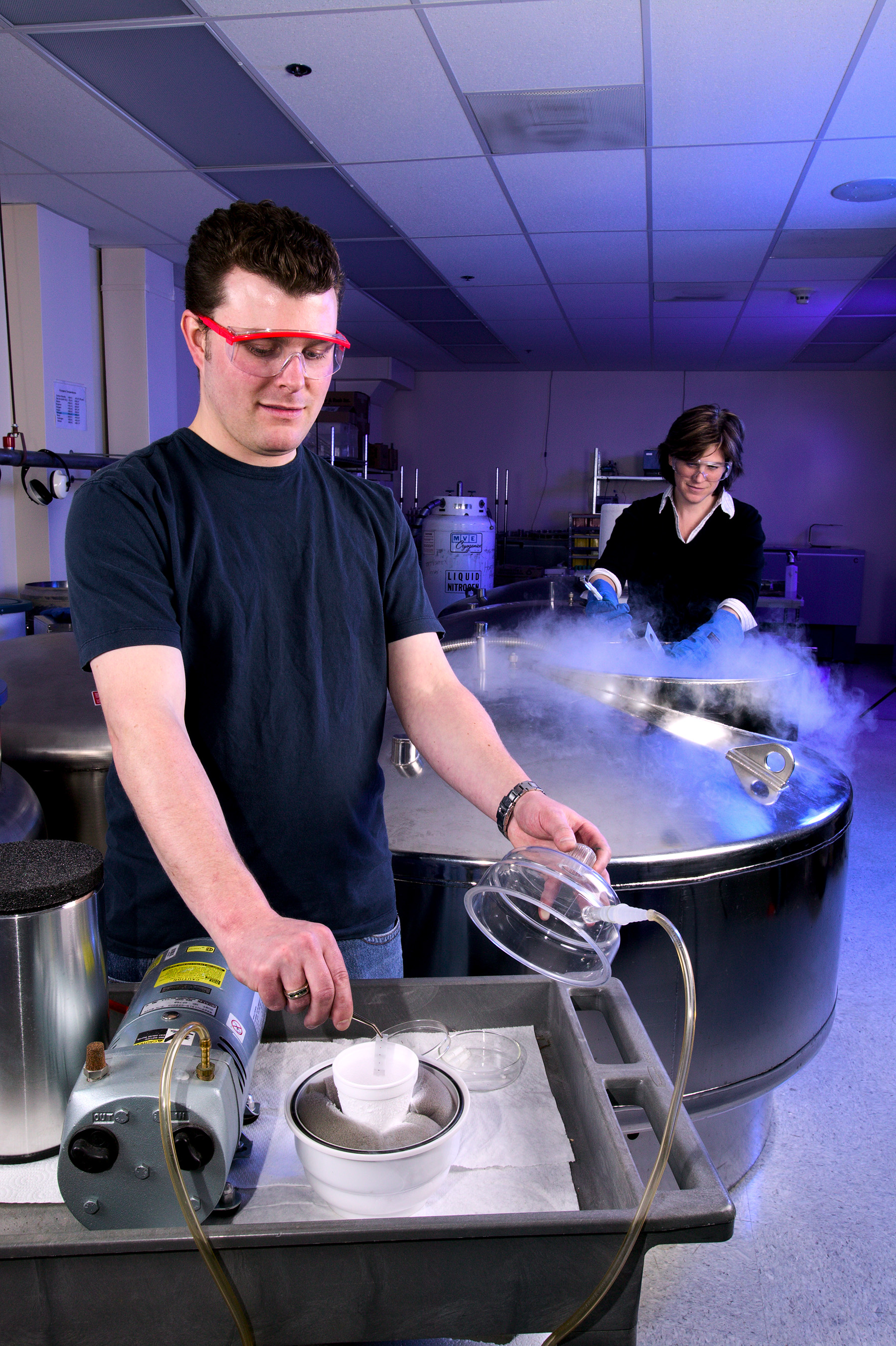
植物組織切片の超低温長期保存操作

低温生物学（ていおんせいぶつがく、英語：cryobiology）は、低温における生物の動態・習性・生理活性や低温への耐性、低温での生物（生物組織・細胞）の保存などについて研究対象とする生物学の一分野である。
脳低温療法・低体温手術や凍傷などの低温を扱う医学分野と被る部分はあるが、これらは低温医学として別の分野に分類するようである。ただし、生殖医療における冷凍細胞保存や医学サンプルの冷凍保存・病変部の冷凍による破壊などは、低温生物学の一分野として見なす場合がある。

## 概要

### 汎論
低温生物学では、微生物・植物・動物などのタンパク質・細胞・組織・器官といった各分類について、さまざまな温度域における低温での性質について研究が行われている。特に、ヒトの胚（受精卵）・細胞・組織などの保存技術を対象とするものに注力されている。

### 歴史
低温関係の科学史を述べると、紀元前2500年エジプトでヒポクラテスによって低温が医療に利用されていたとの記録がある。近世においては、17世紀イギリスでロバート・ボイルが低温の動物への作用を報告している。
1949年、英国国立医学研究所でクリストファー・ポルジ (Christopher Polge) とアンドリュー・スミス (Audrey Smith) によって、グリセリンの添加がウシ精液の冷凍保存改善に極めて有効であることが偶然発見された。この発見が生物の低温保存技術について大きなブレイクスルーとなった。その後、精子・卵・胚・血液成分などについては液体窒素による保存技術が確立され、現在は心臓など、臓器移植向けの保存技術についての研究が途上段階にある。

### 各論
動物細胞の脱水や解凍についてさまざまな知見が知られている。その中では、一気に冷凍を行い氷晶が成長しないうちに冷凍を完了する、もしくは徐々に冷凍を行い粗大な氷晶が析出しないようにする、というのが基本的な理論である。
糖類溶液などによって高浸透圧とする（これについて糖類にトレハロースを用いる、溶媒としてジメチルスルホキシドを用いるなど、氷晶の成長を抑制する試みがなされている）・フリーズドライ（真空凍結乾燥処理）を行う・水分をグリセリンなどに置換してガラス化させるなどの手法が知られている。グリセリン置換を行うと細胞がガラス転移点を獲得する（冷却しても非晶質になる）ため、冷凍時に細胞内での氷晶の生成が抑制される。そのため、氷晶の成長による組織の破壊を防ぐことができる。この目的に加える物質を、凍害防御剤 (cryoprotective agent, CPA) と呼ぶ。
植物における適用としては、主に遺伝資源の保存を目的に植物の種苗や組織の低温保存が行われている。種子や花粉は冷凍状態では数年以上にわたる保存が可能であるものが多く存在しており、経代栽培による遺伝資源の保存と平行して行われている。組織切片については、動物細胞と同様の方法によって保存が行われている。枝・株単位などの状態では、予備冷凍を行う、高浸透圧物質による処理を行うなどの手法が研究されている。一部で成功をみているが、手法としては発展途上である。また、生育している植物については、糖類やプロリンの施用によって低温ストレスへの耐性が増強されるとの知見がある。
動植物の個体単位への研究では、極寒地における動植物の耐低温メカリズムの解明・冬眠のメカニズムの解明・耐低温遺伝子の研究・それらの人為的な操作への応用などが行われている。冬眠時の動物では脂肪の不飽和度の上昇による脂肪凝結防止が発生している、低温の海域に生息している魚類は不凍タンパク質 (Antifreeze protein, AFP) の存在によって組織液中で氷晶の成長を抑制しているなどの知見が今までに得られており、これらの応用・実用化が研究途上にある。